# Лорика серта
Лори́ка се́рта (лат. lorica serta) — давньоримський панцир (лорика), який складався з окремих дрібних пластинок, з'єднаних між собою (ламелярний обладунок). Термін lorica serta походить від дієслова serō («зв'язую», «сплітаю») і означає досл. «зв'язаний, сплетений панцир». Даних про цей тип обладунку існує вкрай мало.
Окремі луски розташовували у шаховому порядку, скріплюючи їх металевими кільцями, таким чином, щоб вищий ряд частково перекривав нижчий. Лорика серта слід відрізняти від схожих давньоримських обладунків: на відміну від лорика сквамата він не має тканинної основи, від лорика плюмата відрізняється тим, що пластинки прикріплені одна до одної, а не до кольчужної основи, відмінність його від лорика сегментата полягає у дрібніших окремих пластинках.